# ユリ・コウチヤマ
ユリ・コウチヤマ（Yuri Kochiyama、漢字：河内山 百合、1921年5月19日 - 2014年6月1日）はアメリカ合衆国の公民権運動家、社会活動家。ユリ・コチヤマとも称した。
日系アメリカ人である家族の強制収容を経験する。マルコム・Xと深く交流があり、黒人分離主義や反戦運動、毛沢東主義革命、米国政府による日系アメリカ人の強制収容への賠償、政府に拘留された人々の権利などを主張し続けた。生涯を通じて活動し、人種や国籍、ジェンダーを超えて幅広い人々を結びつけた。少数派である日系アメリカ人の代弁者として功績を残す。2016年5月19日、アメリカ版グーグルのロゴに取り上げられた。

## 生い立ちと教育
1921年5月19日、カリフォルニア州サンペドロで生まれる。出生名はメアリー・ユリコ・ナカハラ（Mary Yuriko Nakahara）。父親は日本からの移民で魚商を主とした起業家、中原正一(Seiichi Nakahara) で、母親は大学出でピアノ教師の主婦ツヤコ・サワグチ・ナカハラ (Tsuyako (Sawaguchi) Nakahara) であった。彼女には双子の兄弟であるピーターと、兄のアーサーがいた。一家は比較的裕福であり、彼女は白人の多い地域で育った。子どもの頃から長老派教会に通い、日曜学校で教えていた。サンペドロ高校に入学、女生徒として最初の生徒会役員になり、学校通信に執筆し、テニスチームに参加した。1939年に高校を卒業し、コンプトン短期大学に入学して英語、ジャーナリズム、そして芸術を専攻し、1941年に卒業した。
彼女の生活は、大日本帝国が真珠湾を攻撃した1941年12月7日 (日本時間:12月8日) に一変した。彼女が教会から帰宅した直後に連邦捜査局 (FBI) の捜査官が、国家の安全を脅かす危険があるといって父親を逮捕した。彼は体が弱く、病院から退院したばかりだった。FBIは自宅を捜索し、日本海軍の艦船の写真や、駐米大使野村吉三郎を含む重要な日本人との交友に疑念を呈した。6週間に渡る拘留は父親の病状を悪化させ、1942年1月20に釈放された時には、話すことができないほどだった。釈放の翌日、父親は亡くなった。
父親が没したすぐ後に、米国大統領フランクリン・ルーズベルトは大統領令9066号を発したが、それは太平洋岸に住む約12万人の日本人を強制退去させ、全米の異なる収容所へ収容するというものだった。ユリと母親と兄弟は、サンタ・アニタ強制収容所の改造された厩舎に数ヵ月「避難」し、その後アーカンソー州のジェローム戦争移住センターへ移され、そこで3年間過ごした。収容されていた間に、彼女は後に夫になる、米国の二世軍人ビル・コウチヤマと出会った。二人は1946年に結婚した。1948年にニューヨークへ移り、6人の子をもうけ、公営住宅に12年間住んだ。1960年にコウチヤマ夫妻はニューヨーク市のハーレムに引っ越し、ハーレム保護協会と人種平等会議 (CORE) に参加した。

## 活動家として
1963年10月に仕事に抗議した約600人の少数民族建設作業員が逮捕されたことに対する抗議中のマルコム・Xと出会ったことから、汎アフリカ主義アフリカ系アメリカ人統一機構に参加した。1965年2月21日、ニューヨーク市マンハッタン区のワシントンハイツにあるオーデュボン舞踊場で襲撃され瀕死のマルコム・Xを腕に抱いている瞬間をとらえた写真がライフ誌に掲載された。　自分にとってのマルコムの死の意味を1965年3月11日発行『ニューヨーク日米』に寄稿した。その後も多くの革命的ナショナリストのリーダーたちと親しくなり、その中には『毛沢東語録』の初版を彼女に贈ったロバート・F・ウィリアムズもいた。ベトナム戦争中、その後の抗議運動の中で育ったアジア系アメリカ人運動の急進的指導者の一人になった。東海岸の日系人の補償と救済の主導者として、ユリとビルは第二次世界大戦中に強制収容された日系アメリカ人のための救済と政府の謝罪を主張し、「戦時中の市民の移住と収容に関する委員会」をニューヨークに誘致するキャンペーンの先頭にたった。更に、第二次大戦中に強制連行、強制収容された日系アメリカ人のために、フランクリン・ルーズベルト大統領が大統領令9066号を発令した日を記憶する「追憶の日」委員会をニューヨークに設立した。ロナルド・レーガン大統領は1988年、強制収容から生還した日系アメリカ人一人一人に2万ドルずつを支給するという市民自由法に署名した後、アフリカ系アメリカ人の賠償を主張した。後年コウチヤマは、第二次大戦中の日系アメリカ人の経験と同様の現象に見えるとして、アメリカ合衆国に住むムスリム、中東そして南アジアの人々に対する一面的で強固な偏見への抗議活動を積極的に行った。
1971年、イスラム教スンニ派に改宗、ニューヨーク州ストームビルのグリーンヘブン刑務所にあるサンコーレ・モスクに通い、イマム・ラスル・スレイマンのもとで勉強と礼拝をするようになった。
ニューヨーク市で、移民の学生に英語を教え、ホームレスの保護施設で食事を提供するボランティアを行った。デビ―・アレンのテレビ番組シリーズ「クール・ウーマン」 (2001) で「私の残したい遺産は、人々が壁でなく橋を架けようとすることです」と述べている。

## 支援活動
「入り組んだ政治信条」の女性として、また場合によっては人種の融合と分離の両方の支援をやりとげようとする「矛盾した見解」を持つ女性として語られた。彼女は毛沢東とホー・チ・ミンの両方を称賛した。
ペルーの毛沢東主義ゲリラグループであるセンデロ・ルミノソを支援し、ペルーへの派遣団に参加したが、それはアメリカの毛沢東主義者の革命共産党が組織したもので、センデロ・ルミノソの投獄されたリーダーであるアビマエル・グスマンへの支援を集めるものだった。「本を読めば読むほど、ペルーでの革命を完全に支援するようになった」と語っている。
1960年代半ばに革命的行動運動に参加したが、これは都市ゲリラ武力行為のための黒人ナショナリスト組織で、マルコムX、マルクス、レーニン、そして毛沢東思想を統合したイデオロギーを構築しようとする黒人解放運動の最初の一つであった。1968年に彼女は黒人以外では数少ない招待者の一人として新アフリカ共和国 (RNA) に招かれたが、それはアメリカ合衆国南部に黒人の国家を分離して創設しようという運動であった。コウチヤマは参加してすぐに、黒人国家を分離して作る必要性は北部の都市での公民権運動よりも大きいというRNAに賛同した。コウチヤマがRNAの「市民」となってから、彼女は自身の「奴隷の名前」であるメアリーを放棄し、ユリだけを使うことにした 。
デイヴィッド・ウォン支援委員会を立ち上げ支援し続け、14年間の闘争の末に、刑務所の仲間の殺人罪から無罪を勝ち取った。彼女は獄中のウォンに手紙を書き、資金を集め、面会に出向いた。
政治犯やFBIの弾圧の犠牲者を支援した。1981年にフィラデルフィアの警官ダニエル・フォークナーを殺害した罪で1982年に死刑宣告されたアフリカ系アメリカ人活動家ムミア・アブ＝ジャマールの弁護活動をした。また彼女はアフリカ系アメリカ人活動家で以前黒人解放軍 (BLA) のメンバーだったアサータ・シャク―ルの友人であり支援者で、シャクールは米国の刑務所から脱獄してキューバに逃れるまで、ニュージャージー州警察官の第一級殺人罪で有罪判決を受けていた。シャクールのことを「女性のマルコム [X] か、女性のムミア [アブ＝ジャマール] のようだ」と言っていた。フェミニストの詩人であるマリリン・バックも支援したが、バックは1979年のシャクールの脱獄や、1981年のBrink's robbery、1983年のアメリカ合衆国上院爆破事件の罪で投獄されていた。
1977年、プエルトリコ人グループに参加し、プエルトリコ人独立運動への関心を高めるためにニューヨークの自由の女神像を占拠した。コウチヤマと他の活動家たちは、殺人未遂容疑で逮捕された4人のプエルトリコ人―ロリータ・レブロン、ラファエル・キャンセル・ミランダ、アンドレス・フィゲロア・コルデロ、そしてアーヴィング・フローレス・ロドリゲス―の釈放を求めていた。この4人は1954年の米国議会議事堂襲撃事件で5人の議員を負傷させた。活動家たちは9時間にわたり女神像を占拠し、警官が介入すると平和的に退去した。ジミー・カーター大統領は1979年に彼ら4人に恩赦を与えた。
日本赤軍のメンバーである菊村憂も支援したが、彼は1986年にアムステルダムのスキポール空港で荷物に爆弾を入れていたところを逮捕され、退役軍人管理局ビルにある米国海軍募集所を爆破しようとした罪で有罪判決を受けた。コウチヤマは菊村の30年という刑期が彼の政治活動に動機づけられていると感じていた。
1988年、第19回ベンセレーモス隊に参加し、149名の北米隊員の一員としてキューバを訪問した。一行は2週間にわたり都市や地方をバスで巡り、人々の生活と文化を直に観察した。アメリカから逃れてきていたアサータ・シャクールに会うこともできた。
1993年、革命共産党 (RCP) と英国の国際緊急問題委員会の国際派遣団の一員としてペルーを訪れ、紛争の続く国情を見て回った。

## 論争
2001年のアメリカ同時多発テロ事件に続くアメリカ合衆国の行動に対して、「対テロ戦争のゴールは石油と燃料の獲得だけではない。アメリカ合衆国は世界を征服しようとしている。世界の人々にとって主要なテロリストであり主要な敵は、合衆国政府だということを理解するのが重要だ」と述べている。
2003年のインタビューで「オサマ・ビン・ラディンは私が尊敬した人物の一人です。私にとって彼は、マルコムX、チェ・ゲバラ、パトリス・ルムンバ、フィデル・カストロ…達のカテゴリーに入ります。私はビン・ラディンのためにイスラム教に感謝します。アメリカの強欲、攻撃性、独善的な傲慢さは止めるべきです。戦争と兵器は廃止するべきです。」と語った。
95歳の誕生日にあたる2016年5月19日、アメリカ版Googleのロゴに彼女は登場したが、オサマ・ビン・ラディンやアルカイダそしてセンデロ・ルミノソのグループについての過去の発言をめぐって論争を巻き起こした。

## 名誉
2005年「1000人のピースウーマン」プロジェクトによって、ノーベル平和賞に推薦された1,000人の女性の一人であった。
2010年　カリフォルニア州立大学イーストベイ校から名誉博士号を授与された。
2014年6月6日、ホワイトハウスは「アジア系アメリカ人や太平洋諸島人コミュニティだけでなく、全ての有色人種コミュニティのために、社会正義の実現に人生を捧げた」として、コウチヤマをウェブサイト上で称えた。
2014年、スミソニアン協会アジア太平洋アメリカンセンターは「民族の英雄：草の根芸術を通したユリ・コウチヤマの追憶」を企画し、「賞賛」の特徴付けをしたデジタル展示会を行った。
2016年5月19日、アメリカ版Googleのロゴはコウチヤマの生誕95年を記念したが、それはコウチヤマとグーグル社に対する賞賛と批判の両方を呼び起こし、パット・トーミ―議員 (R-Penn.) は同社に対し公開の謝罪を求めた。
2019年3月、「女性史月間」と「国際女性の権利」に合わせて、パブリック・アート・プロジェクトがミシガン州グランドラピッズのダウンタウンで開催された。それにはコウチヤマが登場する2015年の児童書『Rad American Women A - Z 』 (Kate Schatz 著、Miriam Klein Stahl挿絵) が含まれていた。

## 家族

### 父親
岩手県遠野村出身の中原正一で、10代後半の1907年頃に渡米、ロサンゼルスで鮮魚卸問屋を起業した。アメリカ海軍や日本の商船に新鮮な魚、肉、野菜を売りさばき成功をおさめ、見合い結婚のために一時帰国した。母親は福島県会津若松市出身の沢口艶で、東京にある英語の専門学校 (後の津田塾大学) を出て福島県の女学校で英語を教えていた。その学校の校長が正一の祖父で、孫息子の嫁として艶に白羽の矢を立てた。第一次大戦中の1917年に二人は結婚し、アメリカに移民、ロサンゼルスの海岸沿いにあるサンペドロに新居を構えた。1918年には長男のアーサーが、1921年にはユリと双子の次男ピーターが生まれ、一家は落ち着いた生活を営んでいた。

### 夫ビル
1921年5月10日、マサヨシ・ウィリアム・コチヤマとしてワシントンD.C.で生まれた。父は資産家の息子の河内山豊 (こうちやま ゆたか) で、10代の時一人で英国を経て渡米、ワシントンD.C.で日本国籍の女性との間に3人の子供をもうけた。長女と次男はスペイン風邪で命を落としたが、長男マサヨシは生き延びたが、母は幼い時に亡くした為、父はニューヨークの孤児院に彼を預けて仕事をした。マサヨシはニューヨークの高校を出てカリフォルニアで、仕事をしていたが、1942年に他の日系人と共に収容所に送られた。サンフランシスコからユタ州トパーズ収容所へ移され1年間を過ごした後、志願して陸軍に入隊するとき、ウィリアム、縮めてビルを名乗るようになった。
1946年にビルとユリは結婚。1947年にビリー、1949年にオーディ、1952年にローリー (愛称アイチ)、1955年にエディ、1957年にジミー、1959年にトミーの6人の子供が生まれた。子供たちは公営団地で結成されたボーイスカウトやガールスカウトに入り、長老派教会の日曜学校に通った。一家には多くの友人や支援者が訪れ、その中で子どもたちは育っていった。長男ビリーは自動車事故で片足を失ったことが原因で数年後の1975年に自殺した。次女アイチはシングル・マザーだったが、23歳のとき活動家のアルカマル・ダンカンと知り合い意気投合した。14年後の1989年、娘のアケミが18歳の時アイチと共に自動車事故にあい、アケミは助かったがアイチは命を落とした。長年病気を患っていたアルカマルは、その5か月後の1990年4月8日に亡くなった。夫のビルは1993年10月25日に亡くなった。

## 自伝
2004年に自伝『Passing it on : a memoir』をUCLA Asian American Studies Center Pressから出版、家族のことに触れた10章と活動家としての軌跡を辿った7章の計17章からなり、巻末に資料18点が付録として添えられ、まえがきは孫娘のアケミ (Akemi Kochiyama-Sardinha) が寄せている。2010年には彩流社から自伝の日本語訳『ユリ・コチヤマ回顧録 : 日系アメリカ人女性 人種・差別・連帯を語り継ぐ』が出版されたが、原書にあった家族に関する3章と巻末資料が省かれ、全14章となっている。

## 死去
1999年　家族の要請でニューヨークからカリフォルニア州オークランドに移住し、その地で2014年6月1日、93歳で亡くなった。